# Baron Milford
Baron Milford ist ein erblicher britischer Adelstitel, der bislang insgesamt dreimal verliehen wurde, davon einmal in der Peerage of Ireland und zweimal in der Peerage of the United Kingdom.

## Verleihungen
Der Titel wurde erstmals am 22. Juli 1776 an für den Abgeordneter im britischen House of Commons Sir Richard Philipps, 7. Baronet verliehen. Die Verleihung erfolgte in der Peerage of Ireland, damit er seinen Unterhaussitz behalten konnte und nicht zugunsten eines Sitzes im House of Lords verlor. Er hatte 1764 den Titel Baronet, of Picton Castle in the County of Pembroke, geerbt, der am 9. November 1621 seinem Vorfahren, dem Unterhausabgeordneten John Philipps († 1629), in der Baronetage of England verliehen worden war. Die Baronie erlosch, als Philipps am 28. November 1823 ohne männlichen Abkömmling starb, die Baronetcy fiel an seinen entfernten Verwandten Rowland Philipps-Laugharne-Philipps (1788–1832) als 8. Baronet.
Die zweite Verleihung als Baron Milford, of Picton Castle in the County of Pembroke, erfolgte am 21. September 1847 in der Peerage of the United Kingdom an Sir Richard Philipps (geb. Grant), 1. Baronet. Er war in weiblicher Linie ein Großneffe des Barons erster Verleihung, hatte dessen Familiensitz, Picton Castle, geerbt und 1824 dessen Familiennamen und Wappen angenommen. Am 13. Februar 1828 war er in der Baronetage of the United Kingdom zum Baronet, of Picton Castle in the County of Pembroke, erhoben worden. Die beiden Titel erloschen beim kinderlosen Tod des 1. Barons am 3. Januar 1857.
Am 2. Februar 1939 erfolgte die dritte Verleihung, wiederum in der Peerage of the United Kingdom, nunmehr als Baron Milford, of Llanstephan in the County of Radnor, an Sir Laurence Philipps, 1. Baronet. Dieser war ein jüngerer Sohn des Reverend Sir James Philipps, 12. Baronet (1824–1912), der inzwischen die oben genannte Baronetcy von 1621 geerbt hatte. Sein älterer Bruder und Erbe dieser Baronetcy war 1918 zum Viscount St. Davids erhoben worden. Er selbst hatte zuvor hohe Ämter im walisischen Universitätswesen inne und war am 22. September 1919 in der Baronetage of the United Kingdom zum Baronet, of Llanstephan in the County of Radnor, erhoben worden. Seine beiden Titel führt heute sein Urenkel Guy Philipps, 4. Baron Milford.

## Liste der Barone Milford

### Barone Milford, erste Verleihung (1776)
- Richard Philipps, 1. Baron Milford (1744–1823)

### Barone Milford, zweite Verleihung (1847)
- Richard Bulkeley Philipps, 1. Baron Milford (1801–1857)

### Barone Milford, dritte Verleihung  (1939)
- Laurence Richard Philipps, 1. Baron Milford (1874–1962)
- Wogan Philipps, 2. Baron Milford (1902–1993)
- Hugo John Laurence Philipps, 3. Baron Milford (1929–1999)
- Guy Wogan Philipps, 4. Baron Milford (* 1961)

Titelerbe (Heir apparent) ist der Sohn des jetzigen Barons, Hon. Archie Sherwood Philipps (* 1997).